# José Alejandro Huerta Romero
José Alejandro Huerta Romero (Soria, 11 de julio de 1981) más conocido como Álex Huerta, es un entrenador de fútbol español.

## Trayectoria
Álex comenzó su carrera en los banquillos trabajando en las categorías inferiores del Club Deportivo Numancia de Soria, al que llegó a dirigir al Juvenil "B" numantino durante cuatro temporadas y durante otras cuatro dirigió al Juvenil "A" en División de Honor, hasta la temporada 2015-16. 
En la temporada 2016-17, se hace cargo del Club Deportivo Numancia de Soria "B" de la Tercera División de España, al que dirige durante otras tres temporadas más.
En la temporada 2018-19, compagina su cargo de entrenador del filial con el de segundo entrenador del primer equipo del Club Deportivo Numancia de Soria de la Segunda División de España, a las órdenes de Aritz López Garai. 
En las siguientes dos temporadas, sería segundo entrenador del primer equipo, formando parte de los cuerpos técnicos de Luis Carrión en Segunda División y de Manix Mandiola en Segunda División B.
El 18 de enero de 2021, tras la destitución de Manix Mandiola, se hace cargo del primer equipo del Club Deportivo Numancia de Soria de la Segunda División B de España, al que dirige hasta el final de la temporada. 
El 16 de junio de 2021, abandonaría el club soriano tras trece años trabajando en el club.
El 2 de marzo de 2022, se hace cargo de la Club Deportivo Izarra de la Segunda División RFEF, tras la destitución de Txiki.
El 14 de marzo de 2023, es cesado como entrenador del Club Deportivo Izarra.

## Clubes
| Club                                              | País   | Año       |
| ------------------------------------------------- | ------ | --------- |
| Club Deportivo Numancia de Soria "B"              | España | 2016-2019 |
| Club Deportivo Numancia de Soria (2.º Entrenador) | España | 2018-2021 |
| Club Deportivo Numancia de Soria                  | España | 2021      |
| Club Deportivo Izarra                             | España | 2022-2023 |